# 井筒陸也
井筒 陸也（いづつ りくや、1994年2月10日 - ）は、大阪府出身の元サッカー選手。ポジションはディフェンダー。

## 来歴
初芝橋本高校を経て、関西学院大学へ入学。大学ではサッカー部に所属し、呉屋大翔や小林成豪が同期に当たる。大学4年生次にはキャプテンを務めて、総理大臣杯全日本大学サッカートーナメント、全日本大学サッカー選手権大会（インカレ） 、関西学生サッカー選手権大会および関西学生サッカーリーグの全てで優勝を果たした。単独大学の四冠達成は大学サッカー史上初。
2016年に徳島ヴォルティスへ加入した。同年8月27日の天皇杯1回戦・FC徳島セレステ戦で公式戦初出場。
2017年5月17日、J2リーグ第14節・ツエーゲン金沢戦にて、累積警告で出場停止のニコラ・ヴァシリェヴィッチに代わり先発起用され Jリーグ初出場。
2018年、徳島ヴォルティス選手会長に就任。リーグ戦では、キャリアハイとなる33試合に出場。
2019年1月7日、プロサッカー選手を引退して、株式会社Criacao入社および同社が運営するサッカークラブCriacao Shinjukuへ加入することが発表された。2021年シーズンには、関東サッカーリーグ1部ベストイレブンに選出。
2022年1月18日、現役引退が発表された。

## 人物
サッカー専門誌『フットボリスタ』や『フットボール批評』に多数の記事を寄稿している。自身のnoteには、二万人を超えるフォロワーがいる。
プロ3年目のシーズンに、現役のJリーガーが所属するクラブを越えて活動するコミュニティ「ZISO」を立ち上げ「新しいJリーガー像」の追求を標榜している。
プロサッカー選手を辞めて株式会社Criacao入社後は、キャリア事業に携わった後に広報部を立ち上げ、平日はPR業務に携わる傍ら、平日夕方や週末に社会人選手としてサッカーをプレーしている。Criacao Shinjukuの公式コンテンツの大半を井筒自身が作成している。

## 所属クラブ
- エルバFCジュニア[1]
- エルバFCジュニアユース[1]
- 2009年 - 2011年 初芝橋本高校[1]
- 2012年 - 2015年 関西学院大学[1]
- 2016年 -  2018年 徳島ヴォルティス
- 2019年 - 2021年 Criacao Shinjuku

## 個人成績
| 国内大会個人成績 | 国内大会個人成績 | 国内大会個人成績 | 国内大会個人成績 | 国内大会個人成績 | 国内大会個人成績 | 国内大会個人成績 | 国内大会個人成績 | 国内大会個人成績 | 国内大会個人成績 | 国内大会個人成績 | 国内大会個人成績 |
| 年度             | クラブ           | 背番号           | リーグ           | リーグ戦         | リーグ戦         | リーグ杯         | リーグ杯         | オープン杯       | オープン杯       | 期間通算         | 期間通算         |
| 年度             | クラブ           | 背番号           | リーグ           | 出場             | 得点             | 出場             | 得点             | 出場             | 得点             | 出場             | 得点             |
| 日本             | 日本             | 日本             | 日本             | リーグ戦         | リーグ戦         | リーグ杯         | リーグ杯         | 天皇杯           | 天皇杯           | 期間通算         | 期間通算         |
| ---------------- | ---------------- | ---------------- | ---------------- | ---------------- | ---------------- | ---------------- | ---------------- | ---------------- | ---------------- | ---------------- | ---------------- |
| 2014             | 関学大           | 3                | -                | -                | -                | -                | -                | 3                | 0                | 3                | 0                |
| 2015             | 関学大           | 3                | -                | -                | -                | -                | -                | 1                | 0                | 1                | 0                |
| 2016             | 徳島             | 15               | J2               | 0                | 0                | -                | -                | 2                | 0                | 2                | 0                |
| 2017             | 徳島             | 15               | J2               | 21               | 1                | -                | -                | 0                | 0                | 21               | 1                |
| 2018             | 徳島             | 15               | J2               | 33               | 1                | -                | -                | 1                | 0                | 34               | 1                |
| 2019             | C新宿            | 3                | 関東2部          | 18               | 1                | -                | -                | -                | -                | 18               | 1                |
| 2020             | C新宿            | 3                | 関東1部          | 7                | 0                | -                | -                | -                | -                | 7                | 0                |
| 2021             | C新宿            | 3                | 関東1部          | 22               | 1                | -                | -                | -                | -                | 22               | 1                |
| 通算             | 日本             | 日本             | J2               | 54               | 2                | -                | -                | 3                | 0                | 57               | 2                |
| 通算             | 日本             | 日本             | 関東1部          | 29               | 1                | -                | -                | -                | -                | 29               | 1                |
| 通算             | 日本             | 日本             | 関東2部          | 18               | 1                | -                | -                | -                | -                | 18               | 1                |
| 通算             | 日本             | 日本             | 他               | -                | -                | -                | -                | 4                | 0                | 4                | 0                |
| 総通算           | 総通算           | 総通算           | 総通算           | 101              | 4                | 0                | 0                | 7                | 0                | 108              | 4                |

その他公式戦
- 2021年
  - JFL・地域リーグ入れ替え戦 1試合1得点

## タイトル

### クラブ
関西学院大学
- 関西学生サッカー選手権大会 優勝（2015年）
- 関西学生サッカーリーグ 優勝（2015年）
- 総理大臣杯全日本大学サッカートーナメント 優勝（2015年）
- 全日本大学サッカー選手権大会（インカレ）優勝・MVP（2015年）